# کانفیت

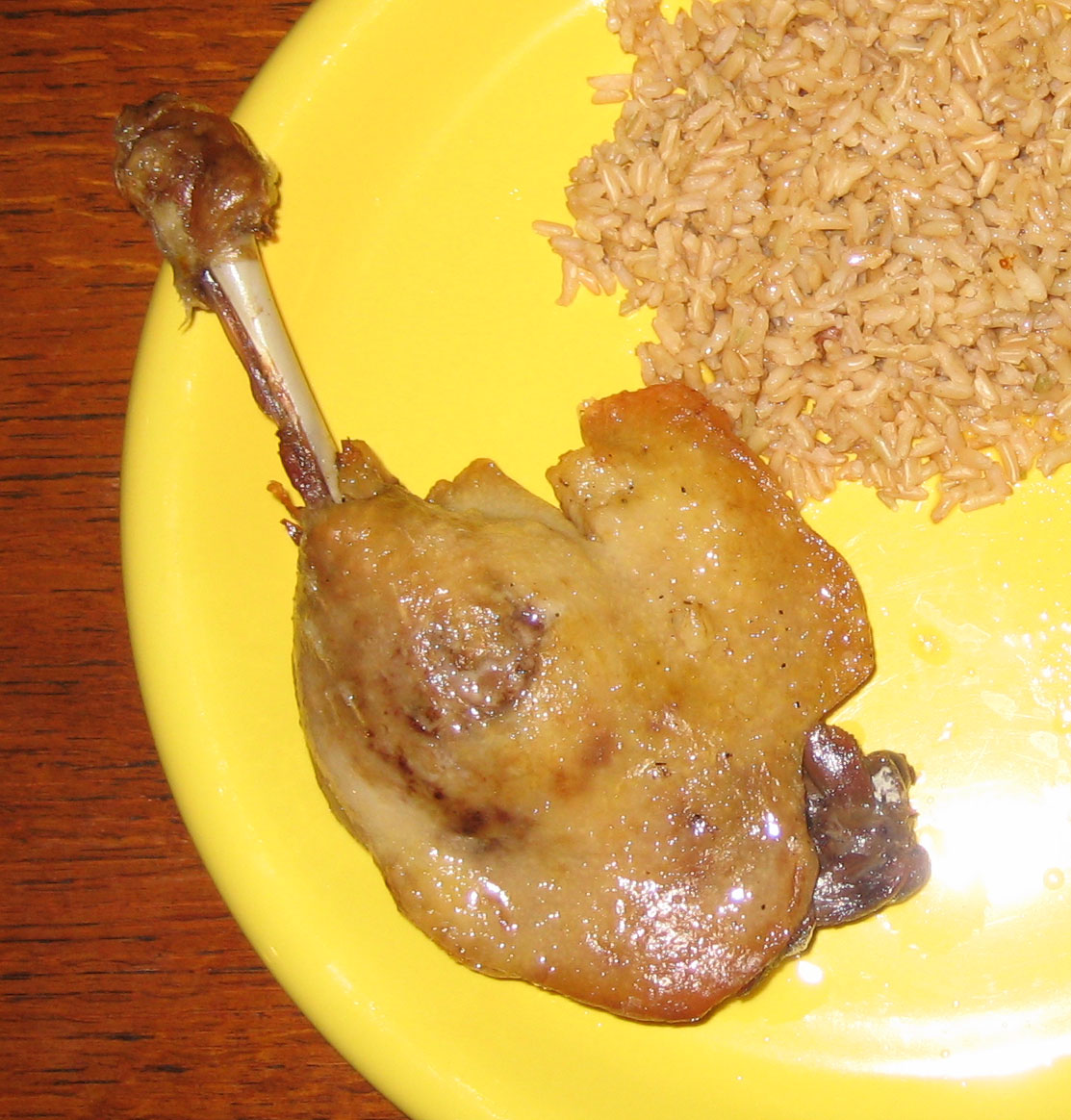
یک کُنفی پای اردک

کُنفی یا کانفیت (با تلفظ فرانسوی [kɔ̃fi]) اصطلاحی عمومی در عرصه آشپزی است که به تمام غذاهایی در شکر مذاب (شیره) یا روغن داغ (که دمایش به بیش از ۸۵°C تجاوز نمی‌کند) پخته شده‌اند گفته می‌شود، (مقایسه کنید با روغن‌پزی عمیق در دمایی بین 160 الی 230 درجه سانتیگراد) با مهر و موم کردن و نگه‌داری کُنفی در مکانی خنک و تاریک، می‌توان آن را تا چندین ماه سالم نگه‌داشت. در عین حال امروزه این تکنیک نه برای نگهداری بلکه به عنوان تکنیکی در پختن خوراک استفاده می‌شود. کُنفی به معنای آماده‌ شده یکی از قدیمی‌ترین راه‌های نگه‌داری غذا بوده و ویژۀ جنوب‌غربی فرانسه می‌باشد.